# Hockessin
Hockessin – jednostka osadnicza w Stanach Zjednoczonych, w stanie Delaware, w hrabstwie New Castle.